# Floyd Jones
Floyd Jones (21 juillet 1917 – 19 décembre 1989) était un chanteur, guitariste et compositeur de blues américain. Il fut l'un des premiers à utiliser la guitare électrique et à enregistrer à Chicago après la seconde guerre mondiale. Plusieurs de ses enregistrements sont regardés comme des classiques du style « Chicago blues ». De nombreux titres traitent de thèmes économiques ou sociaux comme Stockyard Blues (qui fait référence à une grève), Hard Times ou Schooldays.

## Biographie
Floyd Jones naît à Marianna, dans l'État de l'Arkansas. Il commence à jouer sérieusement de la guitare après que Howlin' Wolf lui en a offert une et devient musicien itinérant dans l'Arkansas et le Mississippi dans les années 1930 et au début des années 1940. En 1945, il déménage à Chicago.
À Chicago, Jones est un des premiers à utiliser la guitare électrique. En 1947, il enregistre ses premiers titres avec Snooky Pryor à l'harmonica et Moody Jones à la guitare. Il joue alors Stockyard Blues et Keep What You Got, qui sont parmi les premiers exemples du style Chicago blues. Dans les années 1950, il enregistre des morceaux pour plusieurs labels comme JOB, Chess et Vee-Jay Records. En 1966, il enregistre pour le label Testament Records un album de la série Masters of Modern Blues.
Jones joue à Chicago tout le reste de sa vie mais enregistre beaucoup moins. Plus tard, il utilise surtout la guitare basse. Il meurt à Chicago le 19 décembre 1989.